# 銀牙 -流れ星 銀-
『銀牙 -流れ星 銀-』（ぎんが ながれぼし ぎん）は、高橋よしひろによる日本の動物漫画、およびそれを原作としたテレビアニメ、ミュージカル。『週刊少年ジャンプ』（集英社）において、1983年50号から1987年13号まで連載された。2019年2月時点でコミックス・文庫版を合わせた累計発行部数は1000万部を突破している。
生命の誕生と死、幼くして巨大な敵に向かう運命を持った熊犬・銀の冒険熱血青春ドラマ。犬同士の会話を人間の言葉に置き換ることで彼らの友情、結束、葛藤、成長を描いている。国内のみならず、海外でも支持を得ている。
続編に『銀牙伝説WEED』がある。

## あらすじ

### 赤カブト編
熊犬としての熱い血を父親から受け継いだ銀。人間ですら歯が立たない凶暴な人食い熊・赤カブトに敗れた祖父シロと父リキの仇を討つため、銀はベン、クロスらとともに仲間となってくれる犬の「男」を探す旅に出る。

### 八犬士編
赤カブト打倒の悲願を達成した銀とその仲間たちだったが、銀が赤カブトにトドメをさすときに用いた「絶・天狼抜刀牙」がなぜか富士山麓の樹海にいる謎の集団に伝わってしまう。そして銀を探しに出た謎の集団は四国のビル、九州のベムを一撃で倒し、白狼の前足を切り落とす。そして謎の集団とおぼしき狼たちが銀、クロス、ベンらの前に姿を現す。

### 特別編
『ビジネスジャンプ』に掲載された番外編。続編『WEED』に繋がるような展開や演出は無い。なお、下の作品は真・外伝に収録。
2008特別編 -甲斐の三兄弟-
赤カブトとの死闘の果てに「闘将」ベンは傷ついた。そして救出に向かった銀に赤カブトは執拗に攻撃を仕掛ける。
そこに片目を失った赤虎が赤カブトに特攻を仕掛けた。
腹を削がれながらも赤カブトの残った片目を潰すことに成功。死に際に走馬灯の如く過去の忌まわしい記憶が浮かび始めた。
2009特別編 -弔問の旅-
二度にわたる死闘を制した奥羽軍だったが、相当数の戦死者を出した。奥羽軍二代目総大将となった銀は戦後幹部を各地に送り、戦死者の“最期の勇姿”を残された家族に伝えるために弔問の旅を始めた。
なお、『銀牙伝説WEED』でも、「弔問の旅」の最中のエピソード自体は回想の形で出てくる。

## 登場キャラクター

### 赤カブト編

#### 奥羽軍
二子峠に巣食う人食い巨熊・赤カブトを打倒すべく全国から集まった名だたる野犬たちの集団。
銀（秋田犬）
声 - 山田栄子（アニメ後半のタイトルコールも兼任）
秋田犬・リキと富士の間に生まれた。本作の主人公。その名の通り、良質な熊犬（熊狩りを目的とした狩猟犬）の毛色とされている虎毛（銀色）が特徴。それ故に、生後間もなくリキを失った五兵衛の下で過酷な特訓を受け、熊犬としての才能を開花していく。
その後、打倒・赤カブトを掲げる奥羽軍と出会い、これに参加。父・リキとの再会を果たすが、リキは記憶を失っており、その時は銀のことを思い出せなかった。リキの命により、赤カブト打倒のために全国の「男」を探す旅に出て、それを通じて成長を重ねていく。
打倒・赤カブトを果たした後は、亡き父の後を継いで奥羽軍の2代目総大将となる。虎毛の言い伝えに恥じぬ、勇猛果敢な性格の持ち主に加え、黒邪鬼を一発で吹っ飛ばす能力を持つ、奥羽軍のリーダーとしての統率力、優しさを併せ持つ。しかし、それ故に情に流されやすい弱点も持つ。小さな体を活かした素早い動きから「流れ星・銀」の異名を持つ。『白い戦士ヤマト』のヤマトが用いる「ブーメラン殺法」に酷似した「絶・天狼抜刀牙」を使う。
なお、銀は当初生後一年以内に死亡する予定で、「流れ星銀」とは当初「幼くして流星の様に犬生を駆け抜け散った」と言う意味で命名していた。
リキ（秋田犬）
声 - 銀河万丈
最強かつ最後の熊犬と呼ばれる銀の父親。赤色の虎毛の体色を持つ秋田犬。
赤カブトとの戦いで生後間もない銀を庇って谷底へ転落し、奇跡的に命を取り留めるも記憶を失ってしまう。それでも打倒・赤カブトの志は忘れず、決戦に備えて奥羽軍を結成し、初代総大将を務める。志を同じくする「男」を集めるべく、部下を日本全国に向けて放つ。その間、続々と赤カブトが呼び寄せるクマと戦いながら、一人で奥羽の地を守っていた。側近が犬たちにやられていく中でも、赤カブトがリキを警戒して目が離せないほどの威圧力を持っており、配下のクマに至ってはリキが現れると逃げ出すほどである。実際にリキは、奥羽軍の中でもトップクラスの実力を持つジョンを一蹴したり、一撃で赤カブトの側近のヒグマの首を吹き飛ばすなど、桁外れの実力を持っている。
赤カブトとの最終決戦の中で記憶を取り戻し、息子の銀との絶妙のコンビネーションで絶の抜刀牙を用いて赤カブトに重傷を負わせるが、蘇った赤カブトに不意を撃たれて重傷を負い、銀が赤カブトを倒すのを見届けて息を引き取る。その後は牙城内に祀られ、生前の姿そのままに永遠の眠りについている。死してなお、圧倒的なカリスマ性を持つ。
ベン（グレートデン）
声 - 田中秀幸
奥羽軍第1班小隊長。立耳のグレートデン。「闘将」「炎の将校」「奥羽の不動明王」と数多くの異名も持つ。
すさまじい耐久力とパワーを活かした持久戦を得意とする。自身を潰した大岩を投げ飛ばしたり、銀と赤目が束になってもかなわなかった敵を一匹で倒したりと武勇伝は数知れない。また、奥羽軍の最精鋭部隊であり、モス、赤虎などの荒らくれ者が揃う第1班から第3班の集合班を纏め上げる統率力も持つ。
銀を自身の後継者と目し、時に厳しく正義感に基づく自らの帝王学を伝え、銀のリーダーとしての素質を開花させた。元々飼い犬の猟犬であったが、リキの部下となっている。経緯は不明（ベンは元の飼い主を信頼しており、元の飼い主もベンを見てすぐさま受け入れているなど、人間に捨てられた訳ではないことはうかがえる。『銀牙聖犬伝説 銀牙 -流れ星銀- 完全解説書』によると元々放し飼いにされており、これがベンの放浪癖を誘発したとのこと）。
伊賀対甲賀の戦いに巻き込まれた際、赤目のまいた毒菱のために視力を失う。このため、一時的に飼い主の元に戻って獣医の治療を受ける。これによって視力が回復するも一時的なものであり、継続的な治療が必要であるにもかかわらず、小隊長としての責任感から戦列に復帰。しかし赤カブト戦では、クロスとの間に子が出来た事を理由にリキから戦列離脱の勧告を受ける。リキの指令や引き留めようとしたクロスを押し切って戦列に加わるが再び視力を失い、スナイパーに襲われ、道連れに谷に落下した。しかし、ハイエナの救援を受け、第2砦攻略中の奥羽軍に復帰する。赤カブトとの直接対決ではいち早く懐に飛び込み、動けなくなるほどの重傷を追いながらも牙城から引きずり落とすことに成功する。
赤カブト編終了後は再び失明するが心眼を開眼し、霧の中で敵の位置を把握したり、妖気を感じる能力を持つに至った。八犬士編で武痕牙の「撃・閃通臂抜刀牙」を受けて再度視力が回復、八犬士編の最後まで視力は保っていた。武痕牙より「撃・閃通臂抜刀牙」を習得。
クロス（サルーキ）
声 - 藤田淑子
ベンの妻。勝気な性格で、女呼ばわりされる事を極度に嫌う。雌犬でありながら唯一「男」と認められた。人間に猟犬として飼われていたが、狩猟中に熊に襲われた飼い主を守ろうとして自身は負傷し、仲間は死亡。挙句に飼い主はクロスらを見捨てて逃亡したため、天涯孤独となる。その後知り合ったベンと恋仲になり、彼の子供を身籠る。身重の体でありながら瀬戸内海を渡って銀にベンやモスの危機を伝える。最終決戦直前で3匹の仔を出産し、仔供達を守るために決戦参加を咎められる。登場時は鋭い目つきであったが、後半になるに従い、柔らかさが増している。
ジョン（ジャーマン・シェパード・ドッグ）
声 - 堀秀行
もっとも早くに登場する若い猟犬。飼い主である医師の秀俊とともに世界各地で猛獣狩りを経験してきた。攻撃的で自信家。喧嘩っ早く口も悪い威張り屋だが、ピューマを食い殺したことを始め、甲賀忍犬数匹をあっさり倒すなど相当の実力者。知力にも優れている。
登場初期には抵抗できない小熊2匹を容赦なく殺し、銀の怒りを買うなどライバル的な存在だった。群れを乗っ取るためにリキを倒そうとするが、一騎撃ちに敗れて奥羽軍に加入。ベン率いる第1 - 3班の集合班と甲賀忍軍との全面抗争中に駆けつけ、その後の四国遠征、九州遠征に加わる。九州遠征では隊長を務め、最終的に600近い大軍を集めることに成功する。このとき自身は肥前のヘンリー三世を攻略している。最終決戦時、第4班決死隊も務める。
グレート（グレートデン）
声 - 屋良有作
奥羽軍第2班小隊長。第1 - 3班をまとめるベンの副官的ポジション。集合班全体の規律を維持することに腐心する。後に九州遠征軍の一員となり、血の涙で薩摩の大将ベムを味方につける。しかし、ジョンや甲斐三兄弟、モスといった猛者達の加入以降は出番を奪われ、活躍が描かれることは少なくなる。
スミス（スパニエル系の雑種）
声 - 頓宮恭子
奥羽軍第3班小隊長。奥羽軍のムードメーカー。銀には劣るものの素早い身のこなしが得意。戦闘における活躍は多くないものの、最終決戦では銀・赤目とともに第1班決死隊となり、第1砦の攻略において重傷を負いながらも熊に包囲された銀を救出する。その負傷で前線を退いたが、救護所に現われた竹田五兵衛を赤カブトの元に誘導した。モスとは口げんか友達。八犬士編では奥羽にて留守番が多かった。
テリー（マスチフ）
声 - 佐藤正治
奥羽軍第5班小隊長、隻眼のマスチフ。第4班、6班とともに男を探しに北に向かうも、逆に全国制覇を狙う陸奥四天王の大軍に圧倒される。最終目的である赤カブトを倒すことを考えてやむなく帰順し、四天王の側近となっていた。後に援軍に駆け付けたベン、モスらに会って帰参を決意し、四天王筆頭の如月と一戦を交えて両目を失う。視力の無い中でも如月を圧倒するが、赤カブトに派遣された熊の襲撃に遭い命を落とす。しかし、その使命に忠実な生き様は陸奥の四天王を動かし、四天王は結果的に奥羽軍に加勢することになる。
続編の『銀牙伝説WEED』では、妻のルーシーが登場する。
スナイパー（ドーベルマン）
声 - 矢田耕司
奥羽軍司令官。総大将の座を狙うべく陰謀を企てる。強いリーダーシップを持つベンと、総大将の息子である銀が自身の地位を脅かすことを恐れ、旅の途中で様々な謀略を仕掛けて一行を窮地に陥れる。卑怯者ではあるが、ジョンと一戦して負傷させたり、黒邪鬼を倒すなど活躍を見せていた銀を止めを刺す寸前まで追い詰めるなど、実力は確か。
最終決戦直前にベンを襲撃するが、目の見えないベンの捨て身の攻撃によりともに川に落ちる。流されながらも最後までベンへの攻撃を行おうとしたが、割って入ったハイエナに邪魔されそのまま行方不明となる。
『銀牙伝説WEED』にて生存が判明。同作にて再び悪役として登場している。
ハイエナ（ワイマラナー）
声 - 松田重治
スナイパーの腰巾着。スパイとしてベン一行に加わる。霞岳で一度はベン達を裏切るも、失敗によってスナイパーに見捨てられたために一行に復帰。帰参後は主にモス軍団と行動を共にする。
当初は卑劣なキャラクターとして描かれ、霞岳で罠に嵌めたジャガーや、甲斐三兄弟をはじめとする第一斑の仲間からも冷たい扱いを受けていた。しかし次第に改心し仲間にも受け入れられていき、己の命を懸けての打倒赤カブトへの覚悟を確固たるものとする。
最終決戦の直前にこっそり抜け出し、以前から狙いを付けていた蜂の巣を堪能。その際に偶然、スナイパーに襲われていた盲目のベンが川に転落するところを目撃する。勇気を出してベンを助けるために川に飛び込み自身の命をかけてベンを救うが、赤カブトと一戦も交えることができぬままに人知れず消息を絶った。
『銀牙伝説ノア』で生きていることが判明した。
赤虎（甲斐犬）
声 - 戸谷公次
甲斐三兄弟の長男。赤虎毛の毛色を持つ。生まれてすぐに弟二人とともに山中に捨てられるも、三兄弟で力を合わせて生き抜き、兄弟の三位一体の攻撃で恐れられていた。幼少時に弟達共々ベンに命を救われたが、登場時にはそれに気付かずにベンと一戦を交える。また、モスとはなわばりを巡って諍いを続けており、奥羽軍加入にあたってけじめをつけるためにベン達をモスの元に導く。結果としてモスを奥羽軍に引き入れる事ができた。
後に銀とともに四国遠征に加わり、武蔵を仲間に引き込む任務を任されるが、武蔵を挑発した結果逆襲に遭って失敗。その帰りにビルの大軍に襲われる。武蔵に助けられて銀の元へ帰り着くことに成功し、武蔵を仲間に取り入れた。最終決戦では弟2頭と共に第2班決死隊となり、第1砦の一つを破る。その後、赤カブトの側近との戦いで左目を失ったことで赤カブトの弱点に気がつき、負傷して動けないベンを守るために赤カブトの左目を狙って単独で飛び込んだ。この際、潰された目の死角を突かれて腹部をそがれながらも、自分の命と引き換えに赤カブトの左目を潰す任務を遂行し、壮絶な戦死を遂げた。
『2008特別編 -甲斐の三兄弟-』に生い立ちが詳しい。
中虎（甲斐犬）
声 - 塩屋浩三
甲斐三兄弟の次男。中虎毛の毛色を持つ。幼少時にテンに左耳を喰いちぎられており、片耳が無い。兄や弟に活躍の場を奪われ、目立ったエピソードはほとんど無いが、相当の実力を持っている。赤カブト打倒後も奥羽に残る。八犬士編では魔宮に乗り込む銀の指令を受け、奥羽軍への援軍派遣の伝令を務める。ジョンと共に援軍全軍の指揮を任されるなど、銀からの信頼も厚い。
黒虎（甲斐犬）
声 - 田中亮一
甲斐三兄弟の三男。黒虎毛の毛色を持つ。幼少時にテンに右目を噛み潰される。甲斐犬の激しい気性を受け継ぐ三兄弟の中でも、とりわけ凄まじい気性の荒さを持つ。初登場時には銀と直接対決し、動きが速い銀に見切られながらも力で圧倒するが、猟犬として水に潜る訓練を受けていた銀に水中戦に持ち込まれて成す術なく敗北。赤カブト打倒後も奥羽に残る。赤カブト編での活躍は兄の赤虎に奪われて少ないが、天狼八犬士編ではメインキャラクターに昇格。蛇の化身百鬼牙を一騎討ちの末破り、「乱・蛇龍身抜刀牙」を受け継ぐ。比較的小ぶりな体格でありながら、主力として最後まで戦い抜いた。
モス（マスチフ）
声 - 郷里大輔
通称・霞岳の閻魔大王。自分の倍以上の体重のあるイノシシやクマをもなぎ倒すほどの怪力の持ち主。霞岳に部下を集めて一大勢力を誇っていた。甲斐三兄弟とは縄張りを巡って争っていたが、彼らの実力は認めており、後継者として配下に加えようとしていた。登場当初、甲斐三兄弟との因縁とスナイパーの策略により奥羽軍と対決するが、ベンの男気に惹かれて一行に加わる。
陸奥攻略に向かった奥羽軍がクロベエを残して全滅したとの報を受け、先発隊を率いて陸奥に出発。途中で奥羽に立ち寄り、総大将リキに挨拶し、陸奥の四天王の陣地に攻め込む。四天王の包囲に遭って籠城戦となるものの、雨にも救われ、銀やベン、赤目らが救援に来るまで持ちこたえた。短い付き合いながらも紅桜とは気心が知れた仲である。巨体から繰り出される頭突きの威力はすさまじく、八犬士篇で黒虎と対決していた雷牙の「斬・飛翔分身抜刀牙」を弾き飛ばした程。
赤カブト打倒後も奥羽に残る。見た目の割りに子供好きで、チビやベンの子供たちのお守をしていることも多い。
ジャガー（マスチフ）
声 - 塩屋浩三
黒色の体色を持つモスの息子。スナイパーに襲われていたところを銀に救われ、奥羽軍の目的に共感し、モスに奥羽軍への加入を促す。父親に比べてあまり活躍が目立たないが、後に四国遠征・九州遠征に加わり、肥後の黒マムシを攻略するなど実力は確か。
赤目（紀州犬）
声 - 池水通洋
伊賀忍犬の総帥。様々な忍術の心得があり、木の幹を垂直に駆け下りることもできる。また、敵の頭上から飛び降り、その勢いで敵の身体に牙を突き刺す「雷花剣」という秘術を使う。その動きは、人間や犬が彼の影を見た時、ムササビと間違えてしまうほど素早い。
甲賀忍犬軍団総帥の黒邪鬼とは長年敵対関係にあった。黒邪鬼との決戦では、黒邪鬼の鎌で首に傷を負って動けなくなったが救援に来た銀に救われる。
その後はベンに従って奥羽軍団に加わり、四国遠征に参加。その冷静な性格で血気盛んな奥羽軍団のおさえ役となる。足の速さは「一日に千里を走る」と言われるほど速い。
赤カブトとの最終決戦では銀・スミスとともに第1班決死隊を務める。八犬士編では、襲牙から「襲・突槍抜刀牙」を受け継ぐ。黒狼軍の特攻隊の際にはに谷底の溶岩流に落ちかけるも、飛足力で谷底から脱出した。
息子が数匹おり、当初は甲賀忍犬軍団との戦いで全て死亡していたとされていたが、数匹は存命していた。
霧風（紀州犬）
声 - 佐藤正治
伊賀忍犬軍団・赤目の側近。甲賀との決戦後、赤目とともに奥羽軍に加入。対マダラ戦で陣内とともに雷花剣を放つものの技を読まれ、陣内が倒されるのを見て狼狽し、単独で助けに入ったところをマダラの爪牙によって重傷を負う。虫の息の中でマダラには人間の鎌で戦うように提案し、これを受けて赤目と銀がマダラを倒すのを見届けた後、死亡した。
陣内（紀州犬）
声 - 小林通孝
伊賀忍犬軍団・赤目の部下。霧風とともに雷花剣でマダラを陽動しようとするが技を読まれてマダラの口に飛び込んでしまい、戦死する。
早土（紀州犬）
声 - 大谷秀芳
伊賀忍犬軍団・赤目の部下。対甲賀戦で甲賀忍犬一匹と差し違え戦死。
月影（紀州犬）
伊賀忍犬軍団・赤目の部下。
ウィルソン（ラフ・コリー）
声 - 橋本晃一
元サーカス犬。三重県鳥羽での興行の際、甲賀忍犬に妻・リーンと息子・ロンドーを殺される。奥羽軍と甲賀忍犬軍との戦闘中に現れ、復讐として黒邪鬼の子を殺害しようとしたが、黒邪鬼の体当たりを受けて岩底に落下し、クロスに救われて奥羽軍に入る。サーカス興行で全国を回っていたため、地理に詳しく、各地の情勢にも精通している。
四国遠征を銀に勧め、四国と九州で仲間になる犬を捜しに出た際には案内犬として活躍。知性派だが戦士としても一級で、第4班の決死隊にも選ばれた。打倒・赤カブト後は奥羽に残留。八犬士編では、銀以下最精鋭群が帝国へ転落後、特に協議を経ることもなく指揮を受け継ぐなど、仲間からの信頼も厚い。
武蔵（土佐犬）
声 - 岸野一彦
闘犬中型横綱。四国へ渡った奥羽軍が真っ先に彼に接触したことを気に入り、闘犬二十頭とともに奥羽軍に加盟。土佐闘犬横綱の名は伊達ではなく、初登場の際には相手の闘犬を一方的に倒し、ビルとの抗争の際にたった一度の体当たりで数匹の野犬を吹き飛ばした。四国制圧後には九州遠征に加わり、豊後の大門以下五十頭を下した。八犬士編では抜刀牙こそ習得しなかったものの、黒狼軍を圧倒する。
ビル（ドーベルマン）
声 - 柴田秀勝
四国の山賊。銀たちの四国遠征で中虎・黒虎を人質に取り奥羽軍に対抗。しかし、人質の黒虎や助けに入った銀を噛み殺そうとするスナイパーの卑怯な仕打ちを嘆くなど武士の心も持ち合わせており、命を賭してスナイパーと戦い破った銀の心意気に打たれ、200頭あまりの部下を引き連れて奥羽軍団に加勢する。九州遠征の際には日向のハリケーンを仲間にすることに成功。赤カブト打倒後は故郷である四国に戻っていたが、ベム同様に魔界十人衆に殺される。
紅桜（土佐犬）
声 - 青野武
伊予の宇和島に一大勢力を張り、海坊主の渾名で恐れられた伝説の闘犬王。10歳の老犬だがその戦闘力は衰えず、闘牛さえ一撃で背骨をへし折って戦闘不能にしてしまう。恩人である少年に飼われていた。少年の生活費を得るために猛牛と闘うショーに出ていたところ、「男」を捜していた銀と出会う。当初、若造である銀を相手にしなかったが、実力者の自分に全く恐れを知らずに挑んでくる銀に感心し、銀を「男」と認めるが一度は奥羽行きを断る。
だが、大輔との別れのエピソードを銀に聞かされ、また、自分の存在が逆に少年にとって害となっていることに気づき、少年の元を離れて銀の軍団に合流する。アニメ版では、少年の親族が現れて生活費の心配が無くなったと描かれている。いずれにしても紅桜は、人間の世界の金銭や生活費の概念について熟知していたことになる。
赤カブト戦では第4班決死隊となり、第一の砦を破る。第二の砦で巨熊モサに深手を負わせるものの、反撃に出たモサの爪からモスを庇い重傷を負う。銀とベンが登山者が山小屋に残したザイルでモサを縛り上げたところで、紅桜はそれを咥えてモサを湖に引き込むが、ザイルが足に絡まって脱出できなくなる。銀たちが水に潜って紅桜を救おうとするが、今ザイルを解けばモサがまた暴れだすと判断した紅桜は救出を拒否。最後まで残った銀を張り手で気絶させ浮上させる。その後、湖面には桜の花びらが桜の形となって浮かび、そして紅桜の血が花びらに重なって真紅の血桜ができた。その光景を見た男たちは涙を流しながら決意を新たにする。
作者は「元々『白い戦士ヤマト』に出す予定だったが、出す時機を失い本作に出した」と語っている。本作に登場する犬の中で、出生からその最期まで唯一決まっていた犬だという。犬齢が近いモスとは、短い付き合いながら親友だった。また、妊娠していたクロスを保護するなど、心の温かい面もあった。『銀牙～真・外伝』紅桜の章において、幼少期から、本編でも語られた闘犬界の横綱、綱嵐との対決や、絶命の瞬間等が描かれた。
オリバー（ダックスフント）
声 - 広中雅志
小柄な体格ながら強靭な顎と前足により、見かけによらない戦闘力を持ち、六助とベスに襲われかけていたクロスを助ける。また、穴掘りが得意なため穴に籠ることで四天王ら大型犬に対しても遅れをとらない活躍を見せる。その体格から自力での遠出が苦手であり、長距離トラックの荷台に紛れて移動していた。そのため、全国の運行網を熟知しており、後に四国遠征を終えて陸奥への援軍に急ぐ銀らを奥羽方面へのトラックに案内する。
四天王軍との戦いではベスや六助とともに一計を案じて四天王軍を引きつけ、八犬士編では帝国への入り口を掘り当てて奥羽軍を突入させるなど、地味ではあるが重要な役割を演じている。
ベス
四国遠征中の銀への伝令に走るクロスを襲おうとしたが、割って入ったオリバーに負けて彼の部下になる。以降、ベスとともにオリバー隊といった様相で活躍する。八犬士編では彼のサボリがきっかけで帝国への入口が見つかるなど、重要な役割を果たしている。初登場時はチンピラのような態度だったが、クロスへのセクハラに拘る六助をタコ殴りにするなど品行方正な面もある。
六助
ベスの仲間。登場時にオリバーに負け後にアニキと慕う。オリバーの子分としてコミカルに活躍を見せる。一級の戦士であるベンやグレートといった同種とは異なって戦闘能力はあまり高くなく、体格で大きく勝っているベスやオリバーにも一方的にやられている。初登場時はクロスへの「乳揉み」にしつこく拘りベスにタコ殴りにされる。
如月（シベリアン・ハスキー）
声 - 速水奨
陸奥四天王のリーダー。400頭近い軍団を築き、陸奥一帯に一大勢力を誇る。勢力拡大が目的だったがテリーの男気に絆され、また息子達を奥羽へ進行中のヒグマ達に殺された事に怒り奥羽軍に加盟。赤カブト戦では他の四天王と共に第3班決死隊となり、第3砦を破った。2重目の砦攻略の際に銀の指令を受けて救護班となる。赤カブト打倒後には、八犬士編で銀たちの危機にいち早く救援に駆けつけるなど、奥羽軍の頼もしい同盟者となる。
卯月（シベリアン・ハスキー）
陸奥四天王のメンバー。
葉月（シベリアン・ハスキー）
陸奥四天王のメンバー。
水無月（シベリアン・ハスキー）
陸奥四天王のメンバー。
ビリー
奥羽軍第五班、テリーの配下。やむなく四天王軍に付いていたが、打倒赤カブトの志は無くしておらず奥羽軍団との衝突直前に劣勢覚悟で帰参。
ハルク
ビリー同様に一時四天王軍に付くも、奥羽軍団と四天王軍の戦いの際、奥羽軍団に帰参。
スイマー（ラブラドール・レトリバー）
銀率いる四国制圧軍団が蒲生田岬から本州に渡る際、身重のために溺れかけたクロスを助けたことから奥羽軍に加入。水泳が得意。
ベム（ボクサー）
声 - 矢田耕司
その顔を見たものは生きて帰って来られないと恐れられる薩摩の大将。人間に塩酸をかけられたため顔が潰れている。九州で最大の勢力を誇り、説得にきたグレートにも容易に応じなかった。線路に伏せて迫る電車に耐える死を前提とした度胸試し（キラーロード）をグレートに課し、死を覚悟したグレートの血の涙の説得に応じて仲間となる。赤カブト打倒後は故郷である九州の薩摩に戻るが、ビル同様に魔界十人衆に殺される。
白狼（シベリアン・ハスキー）
声 - 田中亮一
北海道・北見の野犬のリーダー。「ヒグマ殺しの白狼」の異名を持つ。そそっかしくお調子者ではあるが、その実力と統率力は確かであり、奥羽軍に加勢するために700もの大軍を引き連れて津軽海峡を渡ってきた。赤カブトとの決戦では、負傷したスミスに代わり第1班の決死隊となる。赤カブトの側近のヒグマを倒すなど、ヒグマ殺しの名に相応しい活躍を見せる。北海道帰環後、帝国の魔界十人衆の襲撃に遭って右前足を失うものの銀の援軍要請に応じ、富士まで駆け付ける。
豊後の大門
部下50頭を擁する。武蔵に敗れて奥羽軍に加わる。
豊前の羅王
ウィルソンの説得により奥羽軍に加勢。奥羽軍加入後の活躍は特に描かれていない。
日向のハリケーン
ビルにより奥羽軍団に加わる。最終決戦の際にクマに跳びかかる一員として描かれているが、羅王同様に奥羽軍加入後の活躍は特に描かれていない。
肥前のヘンリー三世
ジョンに従えられた。対モサ戦で重傷を負って戦線離脱する。
肥後の黒マムシ
ジャガーにより奥羽軍に加わる。奥羽軍加入後の活躍は特に描かれていない。

#### 甲賀忍犬軍
総帥・黒邪鬼の絶対的な支配の下で構成されており、無差別な殺戮や共食いも辞さない集団。
黒邪鬼
声 - 中田浩二
甲賀忍犬軍団総帥。人間の鎌を武器として使う強者。伊賀忍犬総帥である赤目とは敵対関係にある。任務の遂行に純粋であるがあまり、倒した伊賀忍犬や攫ったウィルソンの妻を部下に食させるなど、道を踏み外した行いが銀たちの怒りを買う。甲賀忍犬のアジトで銀と一対一の勝負をするが、銀に地面に叩き付けられ、その際に自分の鎌が刺さって右眼を失う。最期は赤目が火を放った屋敷に飛び込み炎の中へ消えた。
対赤カブト戦において銀は、黒邪鬼の使用していた鎌をヒントに、鋭い木の枝を用いてマダラを串刺しにして倒している。
『銀牙〜THE LAST WARS〜』でもモンスーンに対抗するための武器として彼が使っていたことをヒントに鎌が用いられている。
魔矢
声 - 広中雅志
黒邪鬼の部下。
チビ
黒邪鬼の息子。父の死後は奥羽軍団に引き取られる。テリーの死の真相を赤目に伝え、結果的に如月以下、陸奥の四天王の奥羽軍への加勢を得る。続編の『銀牙伝説WEED』では「哲心」として活躍。
甲賀忍犬
黒邪鬼の部下。伊賀忍犬を襲って食べる。黒邪鬼を追って全頭が焼身自殺した。ただし『WEED』では、その中の一匹が全身に火傷の痕がある長老として生きている。

#### 赤カブト軍団
奥羽軍と同じように各地から熊たちが集められており、その中にはモサのような有名な殺人熊たちも含まれる。
赤カブト
岩手県では「鬼首」と呼ばれ、青森県では栗毛と恐れられた。二子峠に「牙城」を築き、一大勢力を誇る巨大熊。種別は明かされていないが、ツキノワグマとヒグマの両方の特徴を併せ持つ事から混血のハイブリッドだと思われる。性格は残虐で狡知に長け、次々と人間を襲い「殺人熊」として恐れられている。背中の赤毛と右目が無いのが特徴。
五兵衛に右頭部を撃たれて右目を失った際に脳に損傷を受けたことで驚くべき変化が起こり、冬眠もしなくなり、初期にはヒグマ大だったが連載途中から成長が止まらなくなり、異常に巨大化した。作者によると、最終決戦時の体長は10メートルか20メートル。巨大化後はさらに絶大な戦闘能力を誇り、一瞬で赤毛の魔性を引き裂くほどである。
牙城での750頭の奥羽軍との最終決戦で側近達を全て倒され、いよいよ自らが奥羽軍との決戦に挑む。リキと銀の一撃によって牙城から落とされ、赤虎の特攻によって残った左目を破壊されるがその強さは変わらず、爪牙を振り回すことによって数分で200匹の犬達を葬った。しかし、囮となったジョンと赤目達の援護による隙を突かれて脊柱起立筋をリキと銀の抜刀牙で切断され、さらに現れた五兵衛に村田銃で数発撃たれて一度は力尽きる。なおも執念によって立ち上がり、瀕死の状態でリキを殴り殺すも、銀の正面からの絶天狼抜刀牙によって斬首され、遂に絶命した。
マダラ
宮城からの逃亡熊で、種別はツキノワグマ。人喰いでは無いが気性が荒く人間を見つけるとだれかれかまわず襲う凶暴な性格。人間に追われて二子峠に逃げ込み、当初は赤カブトの縄張りを奪うべく争うも敗北。その後は配下となる。銀が奥羽軍に参加する際に奇襲を仕掛けた。犬たちが目を潰して自分たちを仕留めることを知っており、爪で目を防御するなど知能も高い。
奥羽軍との最終決戦では6頭の部下と共に第一砦を守り、圧倒的な攻撃力と犬族の牙を通さない強靭な防御力を見せ、霧風、陣内を討ち取るなどして銀たちを苦しめたが、赤目と銀の共同攻撃によって鋭い枝に喉から頭部を串刺しにされる。それでも執念のみで木上の銀を狙って追い詰めたが力尽きて落下し、死亡した。
モサ
岩手からの逃亡熊。赤カブトの配下となった隻腕のツキノワグマで、右腕が無いのが特徴。人食い熊ではないが、営林署の職員を7人も一度に殴り殺したりと人間に憎悪を抱いている。隻腕のため攻撃力は一段落ちるが、姿を隠して奇襲を仕掛けたり銀が大将であることを理解して執拗に狙うなどマダラを遥かに上回る知能の持ち主。
犬族との決戦では、4頭の部下を率いて前述の通り奇襲で奥羽軍団を迎え撃つ。一度は紅桜によって倒されるもすぐに復活し、油断したモスを庇った彼に重傷を負わせた。その後は銀を執拗に狙うも逆に登山用のザイルによって縛り上げられ、最期は紅桜に湖に引きずり込まれて溺死した。
ケサガケ
赤カブトの配下の熊。周りからの評価によるとマダラやモサより一段上の荒くれ者だったが、二子峠ボスの座を狙う狂熊・赤毛の魔性にアゴを引き裂かれて死亡した。
牙鬼
赤カブトの側近。リキでも見破れなかったほど赤カブトに似ており、彼の影武者を務める。リキに前脚の指を切断されるが応援に来たヒグマたちとともにリキの動きを封じ込めた。その後は牙城にて犬族を迎え撃つが復活したリキの抜刀牙で首を飛ばされて死亡する。
ヒグマ
本来北海道にしか生息しないのだが、海を渡って赤カブト軍団の兵士となる。3頭。ヒグマであるが故に通常のツキノワグマとは比べ物にならない戦闘力の持ち主で、牙鬼とともに一度はリキを封じ込めた。その後は牙城にて犬族を迎え撃つ。
赤毛の魔性
二子峠のボスの座を狙うはぐれヒグマ。漁船に乗り込んで漁師25人を皆殺しにしながら海を渡り、漁船を調べようとした捜査官や見物人を含めた9人も殺害した最悪の狂熊。背中に打ち込まれた3本のモリが特徴で、これは食い殺した漁師たちによって刺されたもの。実力も非常に高く、赤カブトの側近でマダラやモサを上回るほどの実力者であるケサガケを殺害するほど。
登場の一年半前に牙城の乗っ取りを企み、赤カブトと対峙するも敗れ、二度と近付くなと言われていたが、奥羽軍と赤カブト軍団の決戦攻撃に際し、銀たちを利用して再度乗り込む。しかし、しばらく会わないうちに以前とは比較にならない程巨大化していた赤カブトを見て敵わぬと悟り、眼下に集結した犬軍団を倒すために一頭でも多く配下を必要としていると睨み、赤カブト軍団入りを懇願。しかし、警告を無視した慮外者を受け入れる気などなかった赤カブトに傍まで登ったところであっさりと殴り殺され、その体はバラバラに引き裂かれた。
赤カブトの一族
母熊とともに小熊2頭が奥羽山中に暮らしていたが、母熊が銀と大輔に殺された際に、ジョンの攻撃を受けてともに死亡する。母熊の身体はその直後ベン達に食べられ、一晩で骨にされた。また、縦二連の重をはじめ猟師を返り撃ちにしているところを、助けにきた五兵衛や秀俊らに襲われ、最後は秀俊によって射殺された個体も存在する。
『銀牙〜THE LAST WARS〜』にて生き残って父に勝るとも劣らない成長を遂げた個体「モンスーン」が登場する。

#### その他
富士
声 - 梨羽由起子
リキの妻であり、銀の母犬。大輔の旅館で飼われている。元は猟犬であり、引退後に藤原家へ引き取られたものと思われる。
シロ
リキの父親。すなわち銀の祖父である。彼もまた赤カブトに倒された。『銀牙伝説リキ』では、赤カブトとの戦いが描かれている。
アカ
リキの血を受け継ぐ勇猛なオス。つまり銀の兄である。赤カブトがスキー客の学生を襲った際に、リキや五兵衛と山狩りに入ったが、赤カブトの奇襲に遭って死亡。
ドン
狩猟見習い犬。黒犬。あまり賢いほうではなく、竹田の爺様に滅多打ちにされていた。アカと同じく赤カブトとの戦いで死亡。
力王
土佐闘犬の血を引く勇敢な犬。百戦錬磨の熊犬が束になってかかっても敵わないくらい強かったらしいが、初陣で頭を潰されて死亡。「勇敢であるがために退くことを知らなかった力王は…」と五兵衛が大輔に話している。

#### 人間
大輔
声 - 坂本千夏（アニメ前半のタイトルコールも兼任）
本作前半における人間側の主人公。銀の元飼い主。
秀俊の元で弓（ハンティング・ボウ）を学ぶ。赤カブトとの決着後に銀の元に駆けつけるが、銀が「奥羽の総大将」となったことを理解して身を引く。
十数年後が舞台の「銀牙伝説WEED」以降の続編では大人に成長して登場し、「藤原」姓である事が判明。無印文庫版やコンビニコミックでも「藤原大輔」と解説されている。
竹田五兵衛
声 - 渡部猛
打倒赤カブトに燃えるマタギ。シロとリキの元飼い主。武器は「村田銃」。
村人からは「竹田の爺様（じっさま）」と呼ばれている。赤カブトに左耳をそぎ落とされ、報復に右目を撃ち抜く。赤カブトとの最初の闘いの時に片足に致命傷を受け、リキの体力を回復させるため、自ら肉を切り落としてリキに食べさせようとした。赤カブトに止めを刺す悲願を達成するのち、風邪をこじらせて最終話で息を引き取る。葬儀の際に銀たちが五兵衛の遺体を乗せた霊柩車を道路を挟んで整列、見送るシーンで本作は幕を閉じる。
大輔の父
声 - 矢田耕司
スキー場で民宿を営んでいる。「銀牙－流れ星銀－1巻（文庫）」に浩作の名が登場し、即ちフルネームは「藤原浩作」と言う事になる。
大輔の母
声 - 山田恭子
秀俊
声 - 鈴置洋孝
ジョンの飼い主の医師で、赤カブトに殺害された村長の息子でもあり、大輔の母とは同級生だった。武器は「レミントンモデル700カスタム（レミントンM700）」ライフル。洋式の狩猟技術を習得している。ジョンと共に世界各地で狩りを行っていた。肉体は強靭。
続編「WEED」では「関口」姓が判明した為、フルネームは「関口秀俊」と言う事になった。
和枝、利昭
猛吹雪で道に迷い、不幸にも赤カブトに襲われた大学生のスキー客。利昭は和枝の目の前で赤カブトに首を刎ねられて即死。和枝はショックで失禁し、そのまま失神しているところを五兵衛らに発見され、下山しようとしたが、赤カブトの奇襲に遭う。その後、捜索隊は「村長と女性は重体」と報告している。なお、和枝のその後は描かれる事は無かった為、生死不明となっている。
村長
声 - 宮内幸平
大輔らが住む村の村長。銀が産まれたとき、五兵衛と山に様子を見に行った際に赤カブトの犠牲になる。弟は亡兄の後を継ぎ、村長になった模様。
縦二連の重
声 - 田中亮一
岩手で一番の熊撃ち。赤カブトを追うべく山に入り、逆に赤カブトに襲われて死亡した。
村の助役
声 - 北川米彦
モサとマダラが二子峠にやって来たという情報を村人たちに伝えた。
鉄砲店店主
声 - 宮内幸平
大輔がハンティング・ボウを買った鉄砲店の店主。店内に犬を入れられることを嫌がる。
井口
甲府に住むベンの飼い主。ベンからは信頼されており、井口自身も戻ってきたベンを温かく迎え入れている。
『WEED』にも歳老いた姿で登場した。
信治
声 - 頓宮恭子
大輔の友人で、時間がある時は大輔と行動を共にする事が多い。五兵衛が犬を訓練する所を見た事があり、その事を大輔に報告する。
信男
声 - 江森浩子
紅桜の飼い主の少年で、彼を「ドン」と呼んで可愛がっている。孤児だった彼のために紅桜は食い扶持を稼いでおり、信男本人も働きながら生活している。孤児ではあるが叔父がおり、自身を引き取ろうとする叔父に事あるごとに反発していた。この2人のやりとりを見た紅桜は「自分と生活していたせいで考えが偏った子供になってしまった」と感じ、断腸の思いで決別した。
アニメにも登場したが、紅桜との関係の詳細は省略されていた。

### 八犬士編

#### 霊魔軍（宮殿）
祖先は北海道に住んでいたが、人間の進出によって居場所が奪われ、当時の王・牙王と八犬士伝説を築いた8匹の勇士たちが地底の怪物を倒したことで建国される。しかし、引き入れた黒狼族の反逆によって国は崩壊し、富士の樹海に逃れていた。
霊魔
狼族の将軍。誇り高き狼族の王の末裔で、富士の樹海の魔宮に勢力を張る（通称「宮殿」）。八犬士の中でも古参で高い技量を持つ風牙をたやすくねじ伏せ、モスを正面から弾き飛ばすパワーを誇る。銀達と手を組んで帝国の黒狼軍団と戦う。ガイア戦では逃亡を装ったガイアの不意打ちに左前足をもがれて脱落するが、帝国崩壊時には八犬士を道連れにしようとするガイアの抑えに回って最期を迎えた。
天狼星八犬士
それぞれが異なる抜刀牙を習得している。
烈牙
天狼星八犬士・「烈」の戦士。必殺技は「烈・幻夢抜刀牙」。銀を天狼星八犬士へいざなう。わずかなつむじ風を竜巻にする力を持っている。呪によって父・風牙が母を殺して出奔したと聞かされていたが、後に水牙の証言により誤解を解く。黒狼軍団打倒後は奥羽軍団に加わる。
氷魔
天狼星八犬士・「滅」の戦士。必殺技は「滅・変異抜刀牙」。霊魔の息子で「若」と呼ばれるが、実子ではなかった。霧を起こして敵の視界を奪う。黒狼軍打倒後は奥羽軍団に加わる。
百鬼牙
天狼星八犬士・「乱」の戦士。必殺技は「乱・蛇龍身抜刀牙」。全身に毒針を仕込んだ鎧を着込み、保護色を用いる。黒虎に技を奪われ、敗れた後に呪に処刑された。死に際の心からの願いは、一度でいいから外の世界を見てみたかったというもので、列牙によって叶えられた。
風牙
天狼星八犬士・「絶」の戦士。必殺技は「絶・天狼抜刀牙」。霊魔軍団の在り方に疑問を持って抜け忍となり、宮殿からの刺客に追い詰められていたところをリキに助けられ、抜刀牙を伝授した。狼の大軍を一頭でなぎ倒すほどの力がある。呪牙に殺されるも、瀕死だった銀を覚醒させた。
襲牙
天狼星八犬士・「襲」の戦士。必殺技は「襲・突槍抜刀牙」。右前足の手首から先が無く、手首付近から肘付近の骨が露出していてその骨を槍のように尖らせている。この尖らせた右腕の骨を用いて突槍抜刀牙を行った。宮殿付近の竹林の守護を担当しており、倒した敵を竹に刺してコレクションしていた。技を赤目に破られて自害。
雷牙
天狼星八犬士・「斬」の戦士。必殺技は「斬・飛翔分身抜刀牙」。普段は小柄な弟の左近と右近を体に纏い、攻撃の瞬間に三位一体攻撃を展開する抜刀牙の使い手。黒虎の前に現われ、抜刀牙で追い詰めるものの、救援に来たモスの頭突きに弾き飛ばされる。その後は烈牙に説得され、銀たちの戦列に加わる。ガイアのアジトに銀たちと共に攻め込んだ際には、敵の八犬士の残りを抜刀牙で一気に片付けるなど活躍するが、銀を守るためにガイアに戦いを挑み、三匹ともにガイアに首をはねられて壮絶な最期を遂げる。
水牙
天狼星八犬士・「砕」の戦士。必殺技は「砕・雷針抜刀牙」。水中戦を得意とし、洞窟内の鍾乳洞を素早く折って回り、相手に折れた鍾乳洞を飛ばす抜刀牙の使い手。攻め込んで来た銀に重傷を負わせるものの、銀が風牙と同じ抜刀牙を使うのを見て驚き、事実を確認するために見逃す。また、風牙と烈牙が互いに親子とは知らず、対決するのを身をもって止めた。烈牙には呪が烈牙の母親を殺すのを目撃したと証言し、烈牙の風牙に対する誤解を解いた。ガイアのアジトに向かう際に黒狼軍団の特攻隊に襲われ、溶岩に転落して死亡。
武痕牙
天狼星八犬士・「撃」の戦士。「鉄人」武痕牙と呼ばれる八犬士屈指の剛の者。必殺技は「撃・閃通臂抜刀牙」。中国・河南省に伝わる「狼蹬挒手拳」、一撃必殺の奥義「諸刃縦挒手拳」で直接的なダメージの他に後々視力や内臓にダメージを与える事もある恐ろしい技の使い手。
宮殿への入り口への番人。巨体で筋肉はもちろん皮膚まで鍛え上げられており、まともな攻撃は全く通用しない。銀・赤目・ベンの3匹がかりでも全く問題とせず、赤目に残った目を貫かれて銀が果敢に攻め立てるも、逆に打ち負かされた。最後は、何度技を受けようが立ち上がるベンが何度も技を受けるうちに技の呼吸と隙を見破られ、反撃を受けた。銀達の実力を認めると宮殿への道を譲った。魔界十人衆との戦いではサンダーウルフと相打ちとなる。
呪
天狼星八犬士総帥。八犬士に抜刀牙を指導し、また全ての抜刀牙の破り方を知っている。命惜しさに黒狼軍団のスパイをしていたが、これは使い捨ての駒に過ぎず、無幻によって重症を負わされた。後に銀達を加えた八犬士の実力を確信し、犬岩の形態を取ったサウザントドラゴンと配下達にそれと知らずに突撃しようとした銀を押しのけて特攻し、身をもってその正体を知らしめた。
伝説上の怪物
邪龍鬼
霊魔の帝国建国の話に登場する。後に帝国となる北海道の地下洞窟に住みついており、身の丈は30メートル、頭は5つ、鰐を思わせる皮膚で、溶解させる胃液を口から吐く八岐大蛇を思わせる怪物。後に八犬士となる狼たちに外部と内部から破壊されて退治され、食べられたという。なお、高橋よしひろ協力の『銀牙聖犬伝説 銀牙 -流れ星銀- 完全解説書』では存在が疑問視されており、伝言ゲームのように「隣の一家が大きな青大将を捕まえて食べたらしいぞ」程度の他愛もない出来事だったのが、100年間語り継がれているうちに尾ひれがつき、邪龍鬼退治の話に変化したのではないかともされている。

#### 黒狼軍（帝国）
ガイア
北海道の奥地に勢力を張る黒狼軍団（通称「帝国」）の皇帝。黒虎に噛み付かれた右耳を自ら切断し、牙によって相手に自分以上のダメージを与えたり、真っ向からの勝負だけでも八犬士を一瞬で倒し、ジョンの奇襲戦法を見切って一撃で倒すなどの圧倒的な強さを誇る。その真骨頂は偽態からの不意打ちであり、これによって同じく八犬士を凌駕する実力の持ち主である霊魔の片足をもいで戦闘不能に追い込むなど、実力に驕らず何が何でも勝利を得ようとするハングリー精神を持っていた。また、いかにして習得したのかは不明だが、「絶・天狼抜刀牙」を使うことができる。
ただし、銀に対して脅威を感じると、押さえ込まれているのにもかかわらず攻撃を加えようとしゃにむに攻めるなど周囲が見えなくなったり、初めて見る赤目の忍術の前に一方的に追い詰められるなど、圧倒的な実力者である故の苦境に対応する柔軟性に欠けるという脆さも見えた。雷牙の弟右近・左近の抜刀牙や赤目の抜刀牙にも耐えたが、赤目の忍術により互角の攻防に持って行かれ、銀に技を見切られた上に雷牙や赤目に与えられた傷による大量出血で弱って銀に追い詰められていき、最後は絶・天狼抜刀牙によって右の頭部の一部を吹き飛ばされて致命傷を負う、しかし、なおも余力を残しており、銀に攻撃を加えるものの霊魔に抑え込まれ、帝国の崩壊に消える。
魔界十人衆
夢幻の配下の刺客軍団。帝国内では最低ランクの使い捨ての下級兵士だが、各地での暗殺や破壊活動を得意とし、ビルとベムを一撃で倒し、白狼の右前足を切り落として奥羽軍の精鋭の銀の後続部隊を皆殺しにするなど、かなりの実力者である。しかし、最終決戦では新生八犬士の抜刀牙で一掃されて全滅する。
夢幻
魔界十人衆を束ねる帝国の刺客。下級戦士ながらその戦闘力は高いはずだが、八犬士を拝命した銀達に部下が敗れるとあっさりと逃亡した。八犬士編序盤で各地の奥羽軍幹部が襲撃を受けた件は、当初は霊魔ら宮廷側によるものと思われたが、霊魔側の主張と襲撃を生き延びた白狼の証言から夢幻達によるものと判明した。
サンダーウルフ
魔界十人衆の一人。必殺技「稲妻剣舞飛走牙」で武痕牙を負傷させ、最後は相討ちとなる。ベンによると、銀達との戦いで既に武痕牙が負傷していたが故の結果であるらしい。
暗黒八犬士
魔界十人衆とは比べ物にならない戦闘力を持ち、天狼星八犬士と同じようにそれぞれが抜刀牙を習得している。
ブラックスネーク
暗黒八犬士・「絶」の戦士。額の傷跡が特徴。暗黒八犬士の大将格。当初は対格差を活かした抜刀牙対決で銀を追い詰めるが、最後には銀に牙を折られて戦闘不能となり、雷牙に他の八犬士ともどもまとめて倒される。
ホワイトタイガー
暗黒八犬士・「襲」の戦士。その名の通り虎のような模様が特徴。甲賀忍犬の血を引いている。赤目を間欠泉に誘い込んで噴き出す水に乗り、挑みかかってくる赤目を頭上から迎撃し続ける有利な条件で戦闘を進めるが、長く水に浸かると皮膚が柔らかくなるという基本的な難点を見逃し、最後には忍法を駆使して強襲してきた赤目に懐に入られ、柔らかくなった皮膚を貫かれて戦死した。
ゴールドアイ
暗黒八犬士・「滅」の戦士。盲目ではないが瞳がなく、顔に走る傷跡が特徴。霧を扱う氷魔を相手に霧の中での戦闘を挑んだ。霧の中でも目が利く氷魔ですら視界が不自由になる程の濃霧の中で氷魔以上に目が利き、霧の中での戦闘を得意とする氷魔を追い詰めるがそれに驕り、臭いで標的を絞ることに切り替えた氷魔によって位置を捕まれ、滅・変異抜刀牙の撃ち合いに敗れて体内から爆裂して死亡。
ビッグホーン
暗黒八犬士・「撃」の戦士。ゴールドアイと同じく瞳がなく、耳に切れ込みが入っているのが特徴。巨体とそれに伴うリーチを活かし、武痕牙から「撃」の戦士を託されたベンに抜刀牙を頻繁に放つが、手足の長いグレートデン種であるベンの長い手足の前に相打ち合戦に持ち込まれて敗北。その後、情けをかけて背を向けたベンに不意打ちをしかけるが、怒ったベンの返り討ちに遭って即死する。
同じ撃の戦士である武痕牙の抜刀牙が一撃一撃に相手の体内に深刻なダメージを与える説明があるのに対し、彼にはそういった解説は無い。
ボブキャット
暗黒八犬士。斑模様が特徴。
レッドブル
暗黒八犬士。鼻周りの皮膚が削がれているのが特徴。
マウンテンバイソン
暗黒八犬士。目尻から下方に広がる模様が特徴。
ピンクドラゴン
暗黒八犬士。片目を覆うような鬣が特徴。
呪牙
暗黒八犬士総帥。呪の兄。弟同様、全ての抜刀牙とその破り方を知っている。夢幻達に一方的に倒された呪と違って相当の実力者で、風牙と銀に致命傷を与えている。その最大の武器は自在に操る頭髪を使った戦法で、これによって目潰しをしたり、相手を絡め取って岩に叩きつけたりすることが可能。
帝国の建国は明治時代であるが、「先の皇帝から二百年もの間この帝国につかえしこの呪牙」という発言をしている。しかし、銀の前に敗れ去り、死亡。
その他
千竜牙
帝国の門番。千頭の狼を一糸乱れぬ動きで操る。その統率力はベンをしてリキを上回るとまで言わしめた。部下を組み合わせて作った巨大な砦を形成するなどした。烈牙の竜巻で部下を全て吹き飛ばされた後、霊魔を連れて帝国への入り口に奥羽軍を導くが、霊魔の一太刀を受けて消息不明となり、そのまま水死した模様。
幼年兵
ガイアの部下。敵もろとも溶岩に特攻したり、敗北を悟ると皆溶岩に身を投げるなど、自分の命を惜しまないように教育されている。
紅狼（パープルウルフ）
黒狼族の九代目首領。霊魔の父を倒し、狼族の実権を奪った。

## 書誌情報

### 単行本
- 高橋よしひろ 『銀牙 -流れ星 銀-』 集英社〈ジャンプ・コミックス〉、全18巻
  1. 1984年7月10日発売[9]、ISBN 4-08-851481-5
  2. 1984年10月9日発売[10]、ISBN 4-08-851482-3
  3. 1985年1月10日発売[11]、ISBN 4-08-851483-1
  4. 1985年4月10日発売[12]、ISBN 4-08-851484-X
  5. 1985年7月10日発売[13]、ISBN 4-08-851485-8
  6. 1985年10月9日発売[14]、ISBN 4-08-851486-6
  7. 1986年1月10日発売[15]、ISBN 4-08-851487-4
  8. 1986年4月10日発売[16]、ISBN 4-08-851488-2
  9. 1986年7月10日発売[17]、ISBN 4-08-851489-0
  10. 1986年9月10日発売[18]、ISBN 4-08-851490-4
  11. 1986年12月5日発売[19]、ISBN 4-08-851591-9
  12. 1987年2月10日発売[20]、ISBN 4-08-851592-7
  13. 1987年4月10日発売[21]、ISBN 4-08-851593-5
  14. 1987年6月10日発売[22]、ISBN 4-08-851594-3
  15. 1987年8月10日発売[23]、ISBN 4-08-851595-1
  16. 1987年10月9日発売[24]、ISBN 4-08-851596-X
  17. 1988年1月8日発売[25]、ISBN 4-08-851597-8
  18. 1988年4月8日発売[26]、ISBN 4-08-851598-6

### 文庫版
- 高橋よしひろ 『銀牙 -流れ星 銀-』 集英社〈集英社文庫〉、全10巻
  1. 1997年11月18日発売[27]、ISBN 4-08-617361-1
  2. 1997年11月18日発売[28]、ISBN 4-08-617362-X
  3. 1998年1月16日発売[29]、ISBN 4-08-617363-8
  4. 1998年1月16日発売[30]、ISBN 4-08-617364-6
  5. 1998年3月18日発売[31]、ISBN 4-08-617365-4
  6. 1998年3月18日発売[32]、ISBN 4-08-617366-2
  7. 1998年5月15日発売[33]、ISBN 4-08-617367-0
  8. 1998年5月15日発売[34]、ISBN 4-08-617368-9
  9. 1998年7月17日発売[35]、ISBN 4-08-617369-7
  10. 1998年7月17日発売[36]、ISBN 4-08-617370-0

## テレビアニメ
1986年4月7日から同年9月22日までテレビ朝日系列局（一部を除く）で毎週月曜 19:30 - 20:00 （日本標準時）に放送。全21話。アニメ版は赤カブト編のみで終了しており、八犬士編は制作されていない。また、初夏に大輔が銀を探しに二子峠に入り、それに関連してジョンが仲間に加わるエピソードと、薩摩のベムが仲間になるエピソードが省略されたり、終盤の展開は簡略化されており、原作ではあった熊同士の会話が無い、一部の犬は声優が付かない（セリフがない）など出番が原作よりも減少している。
次回予告では毎回最後に「今、耳を澄ますと、漢(おとこ)たちのドラマが聞こえてくる...。」というナレーションで締め括られる。

### 声の出演
- ナレーター（声 - 野田圭一）

### スタッフ
- 企画 - 横山和夫（東映動画）
- 原作 - 高橋よしひろ（連載誌 - 『週刊少年ジャンプ』[注 7]）
- 音楽 - 淡海悟郎
- キャラクターデザイン - 柳瀬譲二
- 美術デザイン - 伊藤岩光
- 製作担当 - 武田寛
- テレビ朝日プロデューサー - 加藤守啓
- シリーズディレクター - 勝間田具治
- 特殊効果 - 義山正夫、三浦誠、磯野松子
- 撮影 - 佐藤隆郎
- 編集 - 吉川泰弘
- 録音 - 波多野勲
- 効果 - 今野康之（スワラ）
- 選曲 - 宮下滋
- 演出助手 - 広嶋秀樹、棚橋一徳、岩井信吾
- 製作進行 - 鈴木利之、遠藤栄
- 演助進行 - 岩井信吾、広嶋秀樹
- 美術進行 - 御園博
- 仕上進行 - 義山一郎、山本善文、川藤修、井出修、豊永真一、元木賢一、西桐共昭
- 記録 - 池野美雪
- 現像 - 東映化学
- 制作 - テレビ朝日、東映

### 主題歌
オープニングテーマ「流れ星 銀」
作詞 - 寒太郎 / 作曲 - 木森敏之 / 編曲 - 矢野立美 / 歌 - 宮内タカユキ
エンディングテーマ「TOMORROW」
作詞 - 寒太郎 / 作曲 - 木森敏之 / 編曲 - 矢野立美 / 歌 - 宮内タカユキ

### 各話リスト
| 話数 | 放送日        | サブタイトル                     | 脚本     | （絵コンテ） 演出     | 作画監督   | 美術              |
| ---- | ------------- | -------------------------------- | -------- | --------------------- | ---------- | ----------------- |
| 1    | 1986年 4月7日 | 小さなヒーロー銀の誕生!          | 馬嶋満   | 勝間田具治            | 柳瀬譲二   | 伊藤岩光 池田祐二 |
| 2    | 4月14日       | 銀よ努力の向こうに明日がある     | 馬嶋満   | 棚橋一徳              | 遠藤政治   | 伊藤岩光 池田祐二 |
| 3    | 4月21日       | 命を賭けた銀の友情               | 馬嶋満   | 芹川有吾              | 永木龍博   | 伊藤岩光 秦秀信   |
| 4    | 4月28日       | 巨大熊赤カブトへの挑戦!          | 馬嶋満   | （西沢信孝） 堀川和政 | 佐々門信芳 | 池田祐二          |
| 5    | 5月5日        | 壮絶! 傷だらけの勝利             | 馬嶋満   | 勝間田具治            | 柳瀬譲二   | 秦秀信            |
| 6    | 5月19日       | 吠えろ! 山が呼んでいる           | 馬嶋満   | 棚橋一徳              | 遠藤晴     | 池田祐二          |
| 7    | 5月26日       | 胸に刻め! 熱き男の誓い           | 馬嶋満   | 芹川有吾              | 永木龍博   | 秦秀信            |
| 8    | 6月2日        | 今! 男たちの旅立ち               | 寺田憲史 | （西沢信孝） 堀川和政 | 長谷川憲生 | 田中資幸          |
| 9    | 6月9日        | 魔犬! 甲斐の三兄弟               | 馬嶋満   | 勝間田具治            | 青木哲朗   | 伊藤岩光          |
| 10   | 6月16日       | 怪物! 霞岳のモス軍団             | 寺田憲史 | （芹川有吾） 堀川和政 | 金子勲     | 高田茂祝          |
| 11   | 6月23日       | 忍犬! 伊賀の里に黒い影           | 寺田憲史 | （明比正行） 堀川和政 | 永木龍博   | 田中資幸          |
| 12   | 6月30日       | 危うしベン! 忍者屋敷の対決!!     | 馬嶋満   | 勝間田具治            | 長谷川憲生 | 高田茂祝          |
| 13   | 7月7日        | 正義! リーダーへの条件           | 馬嶋満   | 勝間田具治            | 佐々門信芳 | 松本健治          |
| 14   | 7月14日       | 進め! 小さな若大将               | 馬嶋満   | （明比正行） 棚橋一徳 | 遠藤晴     | 田中資幸          |
| 15   | 7月21日       | 紅桜! 地上最強と呼ばれる男       | 寺田憲史 | 勝間田具治            | 柳瀬譲二   | 高田茂祝          |
| 16   | 7月28日       | 熱き涙! 仲間の死をのりこえて     | 馬嶋満   | 明比正行              | 青木哲朗   | 松本健治          |
| 17   | 8月4日        | 今、集結の時! 総大将のもとへ!!   | 寺田憲史 | （東野竜夫） 堀川和政 | 長谷川憲生 | 高田茂祝          |
| 18   | 8月25日       | 死闘! 男が命を捨てる時!!         | 馬嶋満   | 勝間田具治            | 佐々門信芳 | 田中資幸          |
| 19   | 9月1日        | 悲愴! 真紅に咲いた紅桜の最期     | 馬嶋満   | 明比正行              | 永木龍博   | 池田祐二          |
| 20   | 9月8日        | 燃えよ銀! 今こそ見せろ男の勇気!! | 馬嶋満   | 勝間田具治            | 青木哲朗   | 海老沢一男        |
| 21   | 9月22日       | 銀よ! 新たなる男の旅立ちへ!!     | 馬嶋満   | 勝間田具治            | 柳瀬譲二   | 高田茂祝          |

### 放送局
※放送系列は放送当時、放送日時は個別に出典が提示してあるものを除き、1986年8月中旬 - 9月上旬時点のものとするのものとする。
| 放送地域       | 放送局             | 放送日時           | 放送系列                                     | 備考      |
| -------------- | ------------------ | ------------------ | -------------------------------------------- | --------- |
| 関東広域圏     | テレビ朝日         | 月曜 19:30 - 20:00 | テレビ朝日系列                               | 制作局    |
| 北海道         | 北海道テレビ       | 月曜 19:30 - 20:00 | テレビ朝日系列                               |           |
| 宮城県         | 東日本放送         | 月曜 19:30 - 20:00 | テレビ朝日系列                               |           |
| 福島県         | 福島放送           | 月曜 19:30 - 20:00 | テレビ朝日系列                               |           |
| 新潟県         | 新潟テレビ21       | 月曜 19:30 - 20:00 | テレビ朝日系列                               |           |
| 静岡県         | 静岡けんみんテレビ | 月曜 19:30 - 20:00 | テレビ朝日系列                               | [ 注 8 ]  |
| 中京広域圏     | 名古屋テレビ       | 月曜 19:30 - 20:00 | テレビ朝日系列                               |           |
| 近畿広域圏     | 朝日放送           | 月曜 19:30 - 20:00 | テレビ朝日系列                               | [ 注 9 ]  |
| 広島県         | 広島ホームテレビ   | 月曜 19:30 - 20:00 | テレビ朝日系列                               | [ 注 10 ] |
| 香川県・岡山県 | 瀬戸内海放送       | 月曜 19:30 - 20:00 | テレビ朝日系列                               |           |
| 福岡県         | 九州朝日放送       | 月曜 19:30 - 20:00 | テレビ朝日系列                               |           |
| 大分県         | テレビ大分         | 月曜 19:30 - 20:00 | フジテレビ系列 日本テレビ系列 テレビ朝日系列 |           |
| 鹿児島県       | 鹿児島放送         | 月曜 19:30 - 20:00 | テレビ朝日系列                               |           |
| 秋田県         | 秋田テレビ         | 月曜 19:30 - 20:00 | フジテレビ系列 テレビ朝日系列                |           |
| 山形県         | 山形放送           | 水曜 16:30 - 17:00 | 日本テレビ系列 テレビ朝日系列                |           |
| 山梨県         | テレビ山梨         | 月曜 15:55 - 16:25 | TBS系列                                      |           |
| 長野県         | テレビ信州         | 日曜 18:00 - 18:30 | 日本テレビ系列 テレビ朝日系列                |           |
| 山口県         | 山口放送           | 日曜 10:30 - 11:00 | 日本テレビ系列 テレビ朝日系列                | [ 注 11 ] |
| 宮崎県         | 宮崎放送           | 水曜 17:30 - 18:00 | TBS系列                                      |           |
| 沖縄県         | 琉球放送           | 水曜 17:15 - 17:45 | TBS系列                                      |           |

### 映像ソフト化
- 本作を収録したVHSビデオは、60分の総集編ビデオが2巻発売されたのみである。
- 2008年5月21日に全話収録のDVD-BOXが発売された。

### ネット配信
- 集英社がYouTubeに開設した「週刊少年ジャンプ創刊50周年公式チャンネル」から、2018年9月16日より本作が期間限定で配信されている。

### 補足
- アニメ版の終了後、テレビ朝日と東映アニメーション製作のテレビアニメは放送日時を変更。次の作品となる『聖闘士星矢』は土曜19:00枠で放送された。
- アニメ版は各国語に翻訳され、1990年頃までにアメリカ、韓国、ハンガリー、デンマーク、ノルウェー、スウェーデン、フィンランドで放送またはビデオ発売された。特にフィンランドではテレビ放送されるアニメは『銀牙』と『ムーミン』くらいであったため、放送が毎年繰り返された結果、作者が何度もファンクラブに招かれるという人気作品となった[40]。2003年から2006年にかけて北欧3か国およびフィンランドでDVD-BOXが新たに発売されている。
- 2008年8月下旬に発売されたコンビニコミック版には、DVD発売を記念してアニメ設定資料が収録された。
- 「犬たちが喋る」「感極まって涙する」「『明治時代』『視神経』というような言葉の意味を理解している」「日本の地理を解し、どこに行くトラックか理解して荷台に乗り込んでいる」ことは、連載当時から（笑い話のタネとしても）かなり話題にされた。実際には、（後の『甲冑の戦士雅武』とは違って）会話はあくまで犬同士限定であり、人間や他の動物とは言葉が通じず、吹き出しも人間、犬、熊それぞれで形が異なるなど、明確な線引きがされている。ただし、ベンが自らの眼を治すため、人間の獣医に身を寄せた際、このままでは失明の恐れがある、という人間たちの会話をベンが理解している描写がある。赤カブト編終盤の、リキと赤カブト（の影武者）の一騎討ちでは、両者が相手に言葉を投げかけるシーンがあるが、これもあくまで互いに本能で相手の考えが分かるだけで、実際に言葉を交わしているわけではない。
- 人類滅亡後の世界を舞台に知性化された犬たちが冒険するTRPG『パグマイア』では、著者が強い影響を受けた作品の一つとして『銀牙』があげられており、また犬の宿敵であるアナグマ族の王として赤カブトを思わせる「赤のキブ」が登場している。
- 「モンスターハンタークロス」登場する紅兜アオアシラは、赤カブトからの影響を受けたものと思われる。最も迎え撃つのは猟犬ではなく、お供アイルーと呼ばれるハンターのお供猫であるが。

## 舞台作品

### ミュージカル（2005年）
2005年にNHK名古屋放送児童劇団発表会において、『勇者たち -流れ星 銀- 銀牙』のタイトルでミュージカルが上演された。ストーリーはおおむね原作に沿っているが、銀と赤カブトの最終決戦における展開は異なり、原作では抜刀牙で赤カブトを殺しているが、ミュージカルでは赤カブトを殺さずに許し、共に生きていこうというところで終わる。
このミュージカルは、同年8月26日（金曜） 12:00 - 13:00 にNHK教育テレビで東海3県のローカル番組として放送された。3年後の2008年8月26日（火曜）にも放送予定があったようであるが、一切の放送記録がなく、中止になった模様である。

### ミュージカル（2019年 - 2020年）
2019年7月に『舞台「銀牙 -流れ星 銀-」〜絆編〜』のタイトルで東京・兵庫にて、2020年10月 - 11月に『舞台「銀牙 -流れ星 銀-」〜牙城決戦編〜』のタイトルで東京にて上演された。

#### 公演日程
舞台「銀牙 -流れ星 銀-」〜絆編〜
キャッチコピーは「真の犬（おとこ）を探して、走れ」。
- 2019年7月6日 - 7月15日、東京・天王洲 銀河劇場
- 2019年7月20日 - 7月21日、兵庫・AiiA 2.5 Theater Kobe

舞台「銀牙-流れ星 銀-」〜牙城決戦編〜
キャッチコピーは「最凶に立ち向かえ」。
- 2020年10月22日 - 11月1日、東京・天王洲 銀河劇場

#### スタッフ
- 脚本・演出 - 丸尾丸一郎（劇団鹿殺し）[43][44]
- 振付 - 辻本知彦[43][44]
- 作詞 - 堤泰之[43][44]
- 音楽 - 伊真吾（OVERCOME MUSIC）[43][44]

#### 出演
特筆がなければ、主演は絆編と牙城決戦編は共通キャスト。アンサンブルのみ絆編と牙城決戦編の両方を別々に記している。
- 銀 - 佐奈宏紀
- ベン - 郷本直也
- ジョン - 安里勇哉（「絆編」のみ）
- スミス - 塩田康平（「絆編」のみ）
- ハイエナ - 尾関陸
- 赤虎 - 赤澤遼太郎
- 中虎 - 岩城直弥
- 黒虎 - 松井遥己
- モス - 千代田信一
- 黒邪鬼 - 北代高士（「絆編」のみ）
- 竹田五兵衛／語り - 平川和宏
- 赤目 - 荒木宏文
- リキ - 坂元健児
- スナイパー - 鮎川太陽（「牙城決戦編」のみ）
- ビル - 田鶴翔吾（「牙城決戦編」のみ）
- 紅桜 - 北代高士（「牙城決戦編」のみ）
- 武蔵 - 川﨑優作（「牙城決戦編」のみ）
- 如月 - 滝澤諒（「牙城決戦編」のみ）
- クロス - 輝馬（「牙城決戦編」のみ）
- 赤カブト - spi（牙城決戦編のみ）
- アンサンブル（絆編） - いっとん（KoRocK)、永井直也、佐久本歩夢、岡田治己、前山義貴、矢野秀実
- アンサンブル（牙城決戦編） - いっとん（KoRocK）、岡田治己、前山義貴、山崎貴登、新井智貴（BLUE TOKYO）、有木真太郎

#### 楽曲情報
舞台の劇中で使用された楽曲のダウンロードおよびストリーミング配信が、主要音楽配信サイトにて配信された。2019年9月11日より『舞台「銀牙 -流れ星 銀-」〜絆編〜オリジナルサウンドトラック』、2021年1月13日より『舞台「銀牙 -流れ星 銀-」〜牙城決戦編〜オリジナルサウンドトラック』のタイトルで配信。
『舞台「銀牙 -流れ星 銀-」〜絆編〜オリジナルサウンドトラック』配信曲
|    | タイトル                               | アーティスト                                                                                             |
| -- | -------------------------------------- | --- |
| 1  | 戦いの物語                             | ベン・ジョン・スミス・ハイエナ・赤虎・中虎・黒虎・モス・黒邪鬼・竹田五兵衛・赤目・リキ                   |
| 2  | 流れ星 銀                              | 銀・ベン・ジョン・スミス・ハイエナ・赤虎・中虎・黒虎・モス・黒邪鬼・竹田五兵衛・赤目・リキ               |
| 3  | GSD（ジャーマンシェパードドッグ）      | ジョン・アンサンブル                                                                                     |
| 4  | 血が騒ぐ                               | 銀・ジョン・リキ                                                                                         |
| 5  | 奥羽軍歌                               | ベン・スミス・ハイエナ・アンサンブル                                                                     |
| 6  | 血が騒ぐ～バラードver.～               | 銀・ベン・スミス・ハイエナ・アンサンブル・リキ                                                           |
| 7  | 満月～旅立ちの時～                     | 銀・ベン・スミス・ハイエナ・アンサンブル・リキ                                                           |
| 8  | 甲斐のラッパー                         | 赤虎・中虎・黒虎                                                                                         |
| 9  | 満月～旅立ちの時～アコースティックver. | 銀・ベン・ジョン・スミス・ハイエナ・赤虎・中虎・黒虎・モス・アンサンブル・リキ                           |
| 10 | 忍                                     | 赤目 |
| 11 | ラストソング～語り継ぐ物語～           | 銀・ベン・ジョン・スミス・ハイエナ・赤虎・中虎・黒虎・モス・黒邪鬼・竹田五兵衛・赤目・アンサンブル・リキ |

『舞台「銀牙 -流れ星 銀-」〜牙城決戦編〜オリジナルサウンドトラック』配信曲
|    | タイトル                     | アーティスト |
| -- | ---------------------------- | --- |
| 1  | 戦いの物語～牙城決戦編～     | 銀・ベン・ハイエナ・赤虎・中虎・黒虎・モス・クロス・竹田五兵衛・赤カブト・赤目・アンサンブル・リキ                       |
| 2  | 流れ星 銀                    | 銀・ベン・ハイエナ・赤虎・中虎・黒虎・モス・スナイパー・ビル・紅桜・武蔵・如月・クロス・竹田五兵衛・赤カブト・赤目・リキ |
| 3  | 闘犬魂                       | 武蔵・アンサンブル |
| 4  | 浮浪山賊                     | ビル・アンサンブル |
| 5  | 満月-feat.武蔵-              | 銀・赤虎・武蔵・赤目 |
| 6  | 高く飛べ                     | 銀・スナイパー |
| 7  | 満月-feat.ビル-              | 銀・赤虎・中虎・黒虎・ビル・武蔵・赤目・アンサンブル                                                                     |
| 8  | 欠けた月                     | クロス |
| 9  | 欠けた月-ベンとクロスの別れ- | ベン・クロス |
| 10 | 守るべきもの                 | ベン・リキ |
| 11 | 鏡の虎                       | 銀・紅桜 |
| 12 | レクイエム                   | 銀・ベン・ハイエナ・赤虎・中虎・黒虎・モス・紅桜・如月・赤目・アンサンブル                                               |
| 13 | TOMORROW                     | 銀・ベン・ハイエナ・赤虎・中虎・黒虎・モス・ビル・紅桜・武蔵・如月・クロス・赤目・アンサンブル・リキ                     |
| 14 | 十三人の決死隊               | 銀・ベン・ハイエナ・赤虎・中虎・黒虎・モス・ビル・紅桜・武蔵・如月・クロス・赤カブト・赤目・アンサンブル・リキ           |
| 15 | 魔王                         | 赤カブト |
| 16 | 正義のため                   | 銀・ベン・赤虎・中虎・黒虎・モス・ビル・武蔵・如月・赤カブト・赤目・リキ                                                 |
| 17 | TOMORROW/勝利の詩            | 銀・ベン・中虎・黒虎・モス・ビル・武蔵・如月・クロス・竹田五兵衛・赤カブト・赤目・リキ                                   |

### 舞台（2024年）
神戸セーラーボーイズ 定期公演vol.2 舞台「銀牙-流れ星 銀-」が、2019年 - 2020年のミュージカル作品に携わったメインスタッフが再結集し、2023年に誕生の関西発の演劇ユニット「神戸セーラーボーイズ」によって公演された。公演は2部構成となり、芝居パートに加えてライブパートが上演。

#### 公演日程
神戸セーラーボーイズ 定期公演vol.2 舞台「銀牙-流れ星 銀-」
- 2024年8月2日 - 11日、兵庫・AiiA 2.5 Theater Kobe

#### スタッフ
芝居パート
- 脚本・演出 - 丸尾丸一郎
- 振付 - 辻本知彦
- 音楽 - 伊真吾
- 作詞 - 堤泰之

ライブパート
- 脚本 - 優木鈴
- 構成・振付 - 後藤健流

#### 出演
- 銀 - 津山晄士朗
- ベン - 明石侑成
- クロス - 中川月碧
- ジョン - 田中幸真
- スミス - 細見奏仁
- ハイエナ - 石原月斗
- スナイパー - 奥村頼斗
- 赤虎 - 崎元リスト
- 中虎 - 髙山晴澄
- 黒虎 - 髙橋龍ノ介
- リキ - 上田堪大
- 竹田五兵衛 / 語り - 北代高士
- アンサンブル - 福島海太、楠木健吾、松田康平、桑野颯太

## 逸話
本作の作画に関して、小さい犬でも全て高橋よしひろが鉛筆で下書きをしている。またペン入れについても、アシスタントが行うと犬の体型が人間っぽくなるため大半を高橋が行っている。
タレントの西野七瀬は幼少期から銀牙のファンである。

## 関連作品
- 甲冑の戦士雅武（銀牙外伝 甲冑の戦士雅武） - 元々は本作とは全く無関係の犬漫画であったが、「ジャンプコミックスセレクション」として出版される際、タイトルに「銀牙外伝」が追加された。
- 銀牙伝説WEED
- 銀牙伝説WEEDオリオン
- 銀牙伝説RIKI（リキ）
- 銀牙伝説ウィード外伝
  - 夢見る戦士たち
  - メルの旅立ち
  - 銀牙伝説 赤目
- 銀牙〜THE LAST WARS〜
- 銀牙伝説ノア
- 〜銀牙伝説〜 レクイエム

『WEED』関連の作品は、連載および単行本化が日本文芸社で行われており、集英社刊の書籍では触れられることがない。本作のガイドブック『銀牙聖犬伝説』は『WEED』のブレイク後に刊行されたが、あくまで「続編」とされるだけで、詳しい説明や『WEED』のタイトルすら出てこない。唯一ベンの息子「剣」の名前が一度だけ出てきたのみである。なお、外伝最終作である『赤目』はタイトル通り赤目が主役ではなく「天正伊賀の乱」の時期に活躍していた赤目の先祖、大猿とその息子白鷹が主役である。